# インターセックス啓発デー
インターセックス啓発デー（インターセックスけいはつデー、英語: Intersex Awareness Day）とは、インターセックス（性分化疾患）の当事者が直面する人権問題について強調することを目的とした、国際的な啓発デーである。

## 歴史
このイベントは、1996年10月26日にボストンで開かれていた米国小児科学会の年次会議会場の外でDSD当事者たちによって行われた北米初のデモ活動を記念したものである。インターセックス活動家のモーガン・ホームズとマックス・ベックが、トランスジェンダーの権利活動家団体「トランスセクシャル・メナス」のリッキー・ウィルチンズを含む賛同者たちと共に、（現在は解散した）北米インターセックス協会のためにこのイベントに参加した。ホームズは後に、この行動はデモではなく会議への参加を目的としていたと書いている。彼女によると、彼ら2人は「長年にわたるDSDを取り巻く成り行きと、彼ら（学会の参加者である小児科医たち）が有していた、最善の手段は未分化な性器を『治療』する美容整形手術であるという、未だに優勢であった意見に挑戦する」演説を行うつもりであった。だが、彼らは「敵対的な態度で迎えられ、警備員によって会議場の外まで追い出された」。その後、彼らは、"Hermaphrodites With Attitude"という看板を掲げてデモを行った。
記念日として祝われ始めたのは、2003年にベッツィー・ドライバーとエミ・コヤマが中核的なインターセックス啓発のためのウェブサイトを立ち上げたときだった。このウェブサイトは2015年に、オープン・ソサエティ財団からの支援とともに、モーガン・カーペンターとメキシコのインターセックス団体である「ブルフラ・インターセクシアル」所属のラウラ・インテルによって再建された。

## 行事
インターセックス啓発デーは、インターセックスである子供たちへの恥や秘密、性器の望まれない整形手術を終わらせるための草の根の国際的な行動の日である。この日は、これまでの運動への反省と政治的な行動への機会でもある。インターセックスに関連する運動団体は、10月26日から「インターセックス追悼の日」、あるいは「インターセックス連帯の日」としても知られる11月8日にかけて、DSD当事者たちが直面している課題に対しての注意喚起に取り組む。

## 特筆すべき出来事

### 2013年
インターセックス啓発デーの前日にあたる10月25日の金曜日、オーストラリアの元老院は「オーストラリアにおけるインターセックスの人々の自発的または強制的な不妊化」と題した調査報告書を発表した。翌年、2014年11月11日、オーストラリアのニューサウスウェールズ州上院は、インターセックス啓発デーを記念する法案と、前述の報告書について「勧告の実施に向けてオーストラリア政府と協力していく」ことを呼びかける動議を可決した。

### 2014年
ベルリン市参事会（Senat von Berlin）は、インターセックスの人々への自己決定権を求める声明を出した。
また同年、メキシコ連邦区（現メキシコシティ、スペイン語: Distrito Federal）の人権委員会はインターセックス問題に関する可視化イベントを開催した。

### 2015年
この年には、アメリカ合衆国でのアストレア・レズビアン・ファンデーション・フォー・ジャスティスによるインターセックス人権基金の立ち上げや、緑の党所属のジェニー・レオン議員によってオーストリアのニューサウスウェールズ州下院議会に記念日を公的にする法案が提出されたことなど、制度的な動きが見られた。
また、Intersex Campaign for Equalityに所属していたダナ・ジィムが、自身がノンバイナリーでインターセックスである旨をパスポートに明記することを求め、米国務省を相手取ってラムダ・リーガルと共同で提訴した。
Buzzfeedによれば、インターセックス活動家であるピジョン・パゴニスが企画したハッシュタグ、「#IntersexStories」を付けてソーシャルメディア上に投稿された当事者たちの個人的な体験談を、420万人以上の人々が閲覧した
。

### 2016年
2016年には、国連人権高等弁務官事務所が啓発サイトを立ち上げた一方、国連拷問禁止委員会、子どもの権利委員会、障害者の権利委員会などの国連専門家や、欧州人権理事会人権委員、米州人権裁判所、国連特別報告者などが、医療現場におけるものも含むインターセックスの人間に対する人権侵害を早急に終わらせるよう呼びかけた。
複数の政府機関が声明を発表し、多くの市民団体も参加した。公式な承認としては、米国国務省やオーストラリア人権委員会も声明を出し、南アフリカ政府は人権侵害を防ぐための行動の必要性を公に認めた。ケニアでは初めてのイベントが行われた。
翌年6月、アメリカ合衆国で、ジョイセリン・エルダーズ、デビッド・サッチャー、リチャード・カーモナの3人の元軍医総監が、上述の国務省の声明を引用して、性分化疾患を持つ子供に対する早期生殖器手術そのものへの再考を求める政策論文を発表した。

### 2017年
オーストラリア下院でインターセックス啓発デーのイベントが行われた。
アメリカ小児科学会は、インターセックス啓発デーに向けた声明を発表した。学会の外で行われたデモから数えて21年後のことであった。
国務省は、強制医療行為を暴力として認知する声明を発表した。

### 2018年
ヨーロッパ国際インターセックス協会と国際レズビアン・ゲイ協会ヨーロッパ、ヨーロッパ親の会はインターセックスの子供を育てるためのの手引きを多言語で出版した。
アメリカ福祉保健省は「出生時に確認された生殖器を個人の性別の決定的な証拠」とする草案を作成していたことがニューヨークタイムズ紙の取材で明らかになった。これは、インターセックスへの医療行為をまだ受けていないDSD当事者の子どもたちについてのメディア報道が行われたのとほぼ同時期のことであった。
オーストラリアのインターセックス関係団体が複数の政党の下院議員と議会内で会合をおこない、地域社会の宣言であるダーリントン声明の肯定を超えた活動を認めるためオーストラリアLGBTI健康同盟に「ダーリング賞」を授与した。

### 2019年
アメリカテキサス州、オースティンが、このイベントとインターセックスの当事者をとりまく人権問題について公式に認知した。